# Plural Entertainment
 Nacida en el seno del Grupo Prisa en 2001, Plural Entertainment es actualmente una de las productoras audiovisuales más importantes del mercado ibérico.[cita requerida] La compañía dispone de oficinas en España (Madrid, Zaragoza, Canarias y Asturias), Portugal (Lisboa), Estados Unidos (Miami), Argentina (Buenos Aires) y Brasil (São Paulo).
Plural Entertainment produce programas de todos los géneros audiovisuales: entretenimiento, ficción, documentales y animación y tiene como clientes a las principales cadenas nacionales y autonómicas. Entre sus productos se encuentran el emblemático Hermano mayor, además de El campamento e Hijos de papá, los tres de Cuatro. También es produjo el telefilme 11-M, para que nadie lo olvide, el primer telefilme sobre el mayor atentado de la historia de España, emitido en Telecinco y galardonada con un Premio Ondas 2011. En ficción ha producido también las series Hay alguien ahí y Ángel o demonio. 
Desde sus oficinas en Miami provee de contenidos a las televisiones hispanas de Estados Unidos y todo el mercado latinoamericano.

## Historia
NBP (acrónimo de Nicolau Breyner Produções y actualmente llamada Plural Entertainment) fue la primera productora audiovisual de Portugal. Fundada en una época en la que el mercado de la producción de ficción portuguesa estaba aún poco explorado, Nicolau Breyner intentó revolucionar el mundo de la televisión para romper la hegemonía de las producciones brasileñas que en aquella época, en 1990, lideraban la preferencia de los espectadores.
La primera telenovela que se hizo en la era NBP fue Cinzas, en 1992, que contó con un reparto de estrellas veteranas, pero que también introdujo nuevas caras en el mundo de la interpretación. Le siguieron éxitos como Verão Quente (telenovela), Desencontros y Roseira Brava. 
En 1999, hizo su primera aparición en la ficción nacional con la telenovela Todo o Tempo do Mundo en TVI. En el año 2000 se estrena la primera telenovela que supera a la ficción de TV Globo, Jardins Proibidos, la segunda telenovela producida por NBP y TVI. La relación entre las dos empresas se fortalece y desde entonces NBP es responsable de la producción de todas las telenovelas del canal, como Olhos de Água, Anjo Selvagem y Saber Amar, entre otros éxitos de la ficción en Portugal. 
En octubre de 2001, Media Capital, propietaria de TVI, realizó una inversión del 60%, que en 2007 se incrementó al 70%. En 2009 se creó Plural Entertainment, que surgió de la fusión entre NBP y Plural, siendo totalmente propiedad de Media Capital. Actualmente es la mayor productora portuguesa, con una producción anual de más de 600 horas.
En 2010, la telenovela Meu Amor fue premiada con un Emmy Internacional, siendo la primera telenovela de la productora en recibir dicho galardón. En 2012 y 2014 ganaron el mismo premio, las telenovelas Remédio Santo y Belmonte, respectivamente.

## Programas

### España
- Padres lejanos (Cuatro, 2012).
- La nube (La 2, 2012).
- Hermano mayor (Cuatro, 2009-presente).
- El campamento (Cuatro, 2010-2011).
- Hijos de papá (Cuatro, 2011).
- Más allá de la vida (Telecinco, 2010-2012).
- Deportes Cuatro (Cuatro, 2011-2012).
- Qué quieres que te diga (Cuatro, 2011).
- Operación Momotombo (Antena 3, 2010).
- Las mañanas de Cuatro (Cuatro, 2006-2010).
- Cuarto milenio (Cuatro, 2005-2011). En 2011, el programa pasa a ser producido por Cuarzo Producciones.
- Vaya tropa (Cuatro, 2009-2010).
- Reforma sorpresa (Cuatro, 2009-2010).
- Tal cual lo contamos (Antena 3, 2008-2010).
- No te olvides de la canción (La Sexta, 2008).
- El Gran Quiz (Cuatro, 2008).
- Desnudas (Cuatro, 2007).
- Con tus propias manos (Localia Televisión, 2006-2008).
- El octavo mandamiento (Localia Televisión, 2008).
- Como te lo cuento (Localia Televisión, 2007).

### Estados Unidos
- MiMascota (V-me, 2009-actualidad).
- Tu Bebé (V-me, 2011-actualidad).
- Nota Musical (V-me, 2011-actualidad)
- Sexto Round (V-me, 2007-actualidad).
- Jorge Gestoso Investiga (V-me, 2007-actualidad).
- En Pantalla (V-me, 2009-actualidad).

## Ficción

### España
- 11-M, para que nadie lo olvide (Telecinco, 2011).
- Ángel o demonio (Telecinco, 2011).
- La isla de los nominados (Cuatro, 2010).
- Hay alguien ahí (Cuatro, 2005-2010).
- Al filo de la ley (La 1, 2005).

### Estados Unidos
- Al filo de la ley (USA) (Univision).

## Documentales
- Sex Mundi (Odisea, 2012).
- Asesinato en Fago (Aragón TV y Telecinco, 2009).
- Informe Pantoja. Todo al descubierto (Telecinco, 2009).
- Una nube sobre Bhopal, La Perla Negra, Herederos de la Tierra, Nómadas… 21 horas de documentales coproducidos con Transglobe entre 2000 y 2002, emitidos por TVE y la FORTA y vendidos a televisiones de todo el mundo.

## Portugal

### RTP
Telenovelas
- Cinzas (1992) - fue la primera producción de la NBP
- Verão Quente
- Na Paz dos Anjos
- Desencontros
- Roseira Brava
- Primeiro Amor
- Vidas de Sal
- Filhos do Vento
- A Grande Aposta
- Terra Mãe
- Os Lobos
- A Lenda da Garça
- Ajuste de Contas
- Senhora das Águas

Series
- Nico D´Obra
- Ballet Rose

Telefilmes
- A Solista
- E Depois Matei-o
- Vá Cavar Batatas
- O Último Verão
- Vidas a Crédito
- O Primogénito
- Há sempre um amanhã
- A Viagem do Senhor Ulisses
- Incógnito
- Jogos Cruéis
- A Princesa
- Jorge
- Noite de Paz
- Um Conto de Natal

### TVI
Telenovelas
- Todo o Tempo do Mundo (1999)
- Jardins Proibidos (2000)
- Olhos de Água
- Anjo Selvagem
- Nunca Digas Adeus
- Sonhos Traídos
- O Último Beijo
- Tudo por Amor
- Amanhecer
- Saber Amar
- Coração Malandro
- O Teu Olhar
- Queridas Feras
- Baía das Mulheres
- Mistura Fina
- Ninguém Como Tu
- Mundo Meu
- Dei-te Quase Tudo
- Fala-Me de Amor
- Tempo de Viver
- Doce Fugitiva
- Tu e Eu
- Ilha dos Amores
- Deixa-me Amar
- Fascínios
- A Outra
- Feitiço de Amor
- Olhos nos Olhos
- Flor do Mar
- Deixa Que Te Leve
- Sentimentos
- Meu Amor
- Mar de Paixão
- Espírito Indomável
- Sedução
- Anjo Meu
- Remédio Santo
- Doce Tentação
- Louco Amor
- Doida por Ti
- Destinos Cruzados
- Mundo ao Contrário
- Belmonte
- O Beijo do Escorpião
- Mulheres
- Jardins Proibidos: a continuação (2014)
- A Única Mulher
- Santa Bárbara
- Falsidades (nombre provisional - estreno 2016)

Series
- Crianças S.O.S
- Super Pai (2000)
- Bons Vizinhos
- Joia de África
- Ana e os 7
- Morangos com Açucar (2003 - 2012)
- Olá Pai!
- Inspetor Max (coproducción con Produções Ficticias)
- Os Serranos
- Clube das Chaves
- Bando dos Quatro
- Detetive Maravilhas
- Equador
- Campeões e Detetives
- Casos da Vida
- Batanetes
- Prédio do Vasco
- Vasquinho & Cº
- Ele é Ela (2009)
- Bons Vizinhos
- Portal do Tempo (2012)
- I Love It (2012)
- Giras e Falidas (2012 - spin-off de la telenovela: "Doce Tentação")
- O Bairro (2012)

Mini Séries
- Destino Imortal (2010)
- O Amor é um Sonho (2010)
- Dias Felizes (2010)
- 37 (2010)
- O Dom (2010)
- Redenção (2010)

Telefilmes
- Intriga Fatal
- O que as Mulheres Querem
- Regra de Três
- O Pacto
- Um Pequeno Desvio
- Primeira Dama
- Noiva, Precisa-se
- Até Que a Vida nos Separe
- Os Abutres
- O Dia em Que a Minha Vida se Tornou um Reality Show
- Órfã do Passado
- Vestida Para Casar
- O Par Ideal
- Um Sonho Adiado
- Ela Por Ela
- A Casa das Mulheres
- Sabores e Sentidos
- Vidas Desenrascadas
- Amor SOS
- Síndroma de Estocolmo
- O Profeta
- Agora Aguenta
- O Marceneiro
- A Mãe do Meu Filho
- O Outro Lado da Mentira

Cinema
- Fados
- O Julgamento
- Call Girl
- Contrato
- Morangos com Açucar: o filme
- O Bairro: o filme

Programas
- Clube Morangos com Açucar  (spin-off "Morangos com Açucar")
- Morangomania (spin-off "Morangos com Açucar")
- Video Clip
- Face To F@ce
- Hoje Sou Eu, apresentado por Mafalda Matos
- De Ator Para Ator
- Clube de Fãs
- Fora do Ecrã
- Luzes, Câmara, Ação
- Mãos na Massa
- TV é Tua
- Camâra Exclusiva (2012 - actualmente - en exhibición en TVI, TVI Ficção y TVI Internaciona)
- Suite nº7
- Casting Nacional
- Gang dos Cotas (2013 - en exhibición en +TVI y TVI Internaciona)
- Melhor do Que Falecer (2014 - en exhibición en +TVI y TVI Internaciona)